# Rivula latipes
Rivula latipes là một loài bướm đêm trong họ Erebidae.